# Кострубле
Кострубле — деревня в составе Фировского сельское поселения Фировского района Тверской области России.

## История
В старину деревня Кострубле входила в состав Валдайского уезда Новгородской губернии.
Деревня входила в приход церкви Параскевы Пятницы бывшего села Домкино
В период 1924—1927 года деревня входила в состав Фировской волости Валдайского уезда.
В 1927 году деревня Кострубля вошла в состав Перелесенского сельсовета Рождественского района Боровичского округа.
В 1927 году население деревни составляло 350 человек.
1.08.1930 — 31.08.1931 гг деревня входила в состав Перелесенского сельсовета Рождественского района.
1.09.1931 — 31.12.1934 гг деревня входит в Перелесенский сельсовет Бологовского района
1.01.1935 года деревня передана в Калининскую область.

## Население
| 2010 |
| ---- |
| 31   |